# Будівля Харківської обласної державної адміністрації
Будівля Харківської обласної державної адміністрації — адміністративна будівля та архітектурна пам'ятка у центрі Харкова на вулиці Сумській, 64, що фасадом виходить на майдан Свободи. Побудована у 1951—1954 роках у стилі неокласицизм на місці знищеної у роки Другої світової будівлі обкому. Будівля є пам'яткою архітектури та містобудування місцевого значення № 7414-Ха та пам'яткою історії місцевого значення № 1976.

## Історія

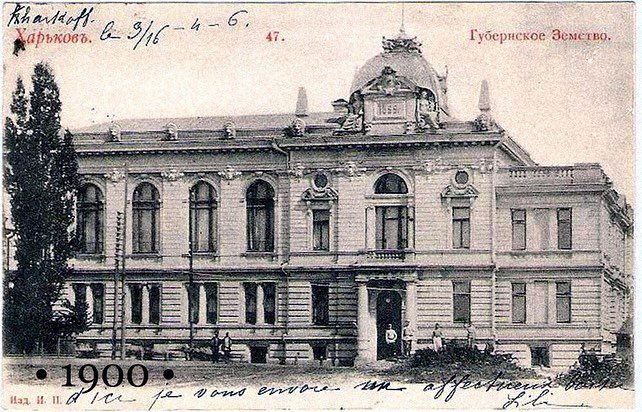
Перша будівля, що була перебудована у 1920-х роках

Шестиповерхова будівля у формі літери «С» зведена у 1951—1954 роках за проєктом архітекторів Веніаміна Костенка та Володимира Орєхова. Споруда оформлена у стилі радянського неокласицизму, в якому також реконструйовано деякі будівлі навколо, зокрема будинок Проєктів, дім Кооперації, готель Харків та три офісні будівлі. Будівля стоїть на місці знищеної у роки Другої світової війни будівлі обкому в конструктивістському стилі, яка своєю чергою реконструйована з неоренесансного ансамблю колишнього губернського земства.
Будинок, в якому завжди знаходилися органи влади, органічно вписався в навколишню забудову майдану Свободи. Фасад будівлі прикрашений рельєфними деталями в класичному стилі з використанням мотивів українського народного зодчества. Чотирнадцять колон у п'ять поверхів заввишки підтримують антаблемент, який у конструктивному рішенні архітекторів є шостим поверхом споруди. Цікавою особливістю також є жовта фасадна плитка. Вінчає будинок герб України в оточенні прапорів.

## Руйнування

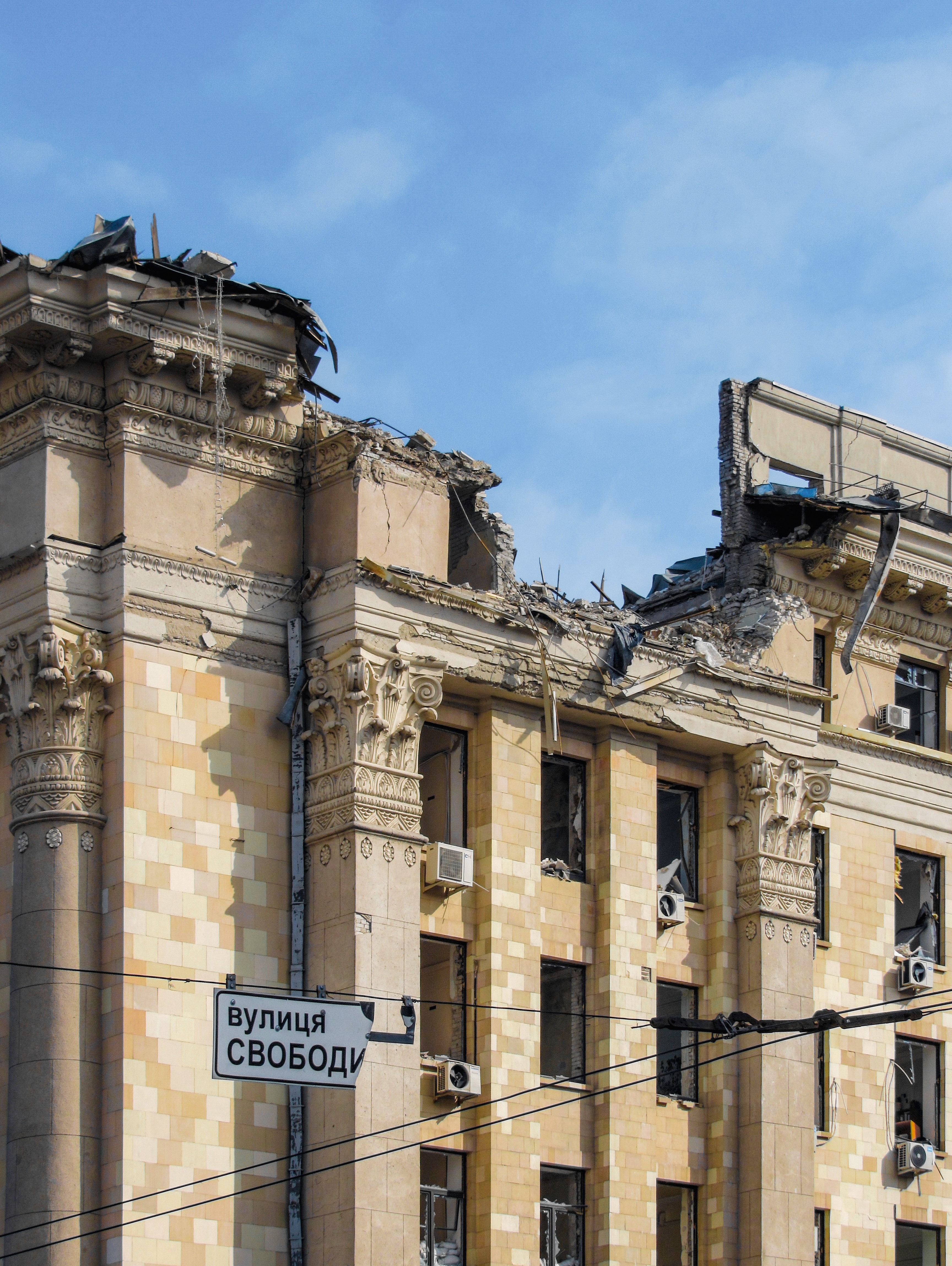
Наслідки російського влучання у березні 2022 року

1 березня 2022 року в будівлю влучили дві російські ракети, внаслідок чого була зруйнована значна її частина. 13 листопада 2023 Олег Синєгубов повідомив кількість загиблих після розбору завалів, яка становить 44 людини, щонайменше 35 отримали поранення.
Ударною хвилею були також пошкоджені два корпуси університету імені Каразіна, Держпром, будинок дитячої та юнацької творчости, готель Харків, будинок Гіпрококсу, офісні та житлові будівлі тощо.
За висновком дослідження Bellingcat, ракетний удар був здійснений крилатою ракетою «Калібр», яка перебуває на озброєнні тільки російської армії.
28 серпня 2022 року російська армія обстріляла будівлю знову (за попередніми даними, ракетами С-300 із Бєлгородської області). Одна ракета утворила вирву на площі перед ОДА, друга зруйнувала триповерхову історичну будівлю з протилежного боку ОДА. Жертв не було.

## Консервація будівлі
Після пошкодження, будинок був законсервований задля запобігання подальшій руйнації.
За словами голови Харківської ОДА, «…основна мета — зберегти історичну цінність цієї будівлі…».

## Галерея

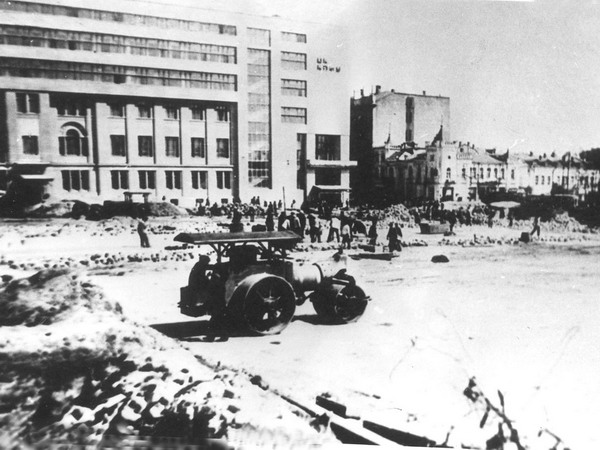
Будівля обкому до руйнації, 1930-ті
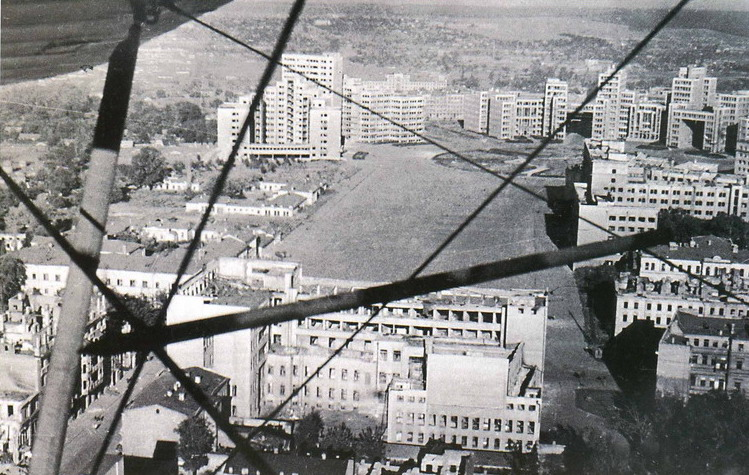
Зруйнована під час Другої світової будівля обкому з німецького літака
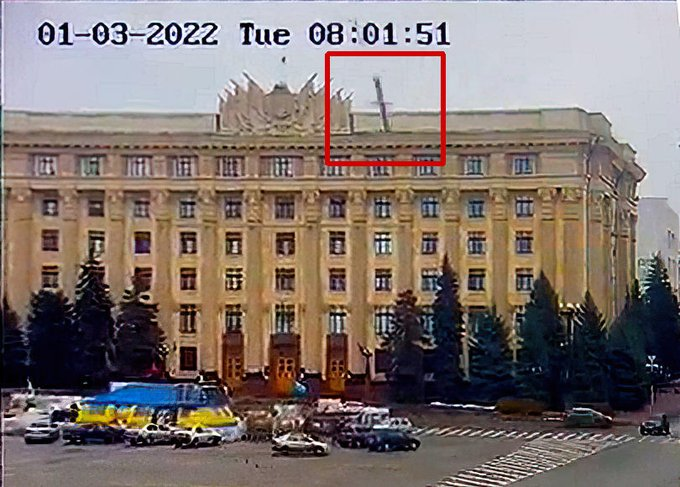
Російська крилата ракета за секунду до удару
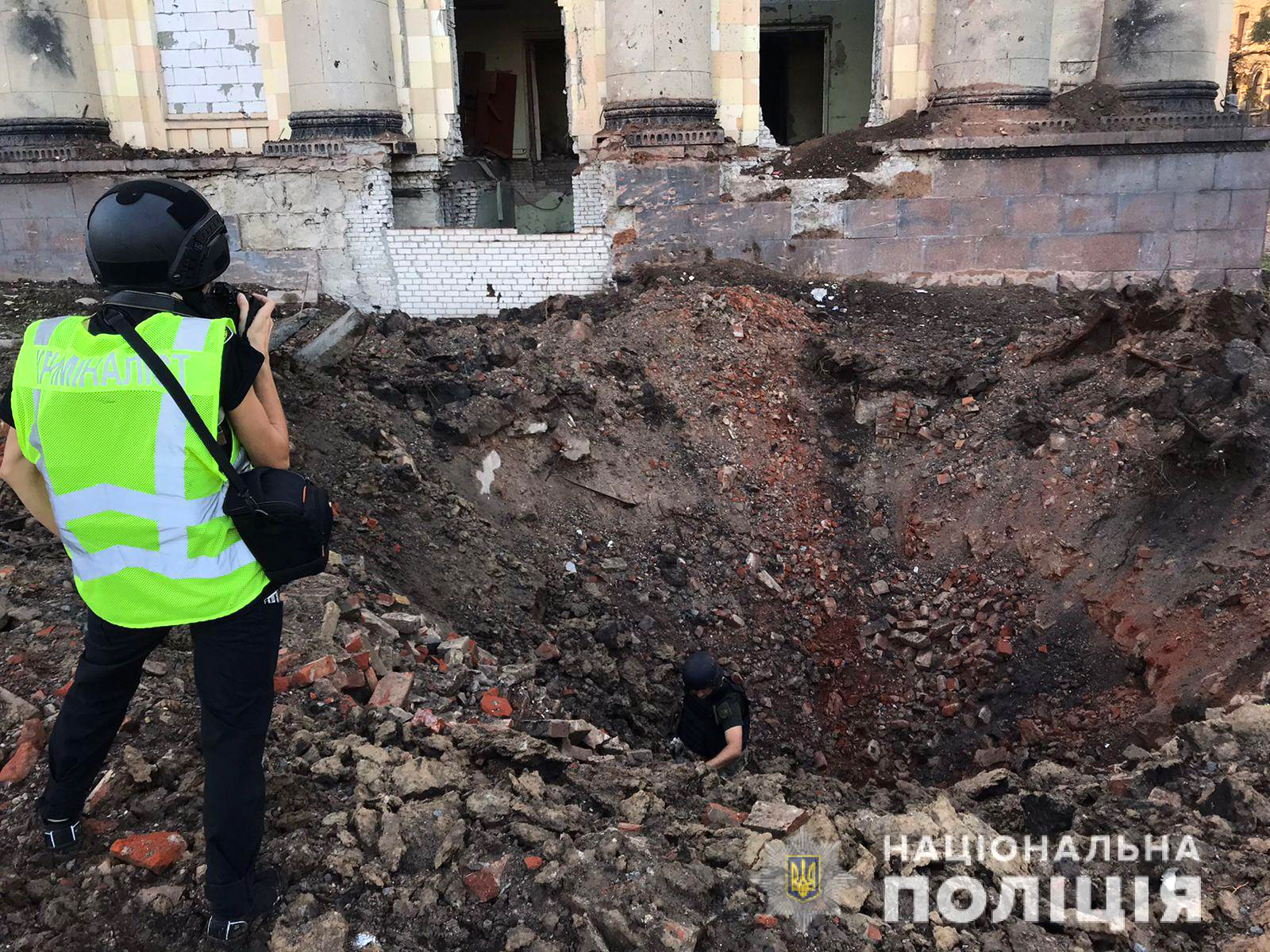
Наслідки повторного удару 28 серпня 2022
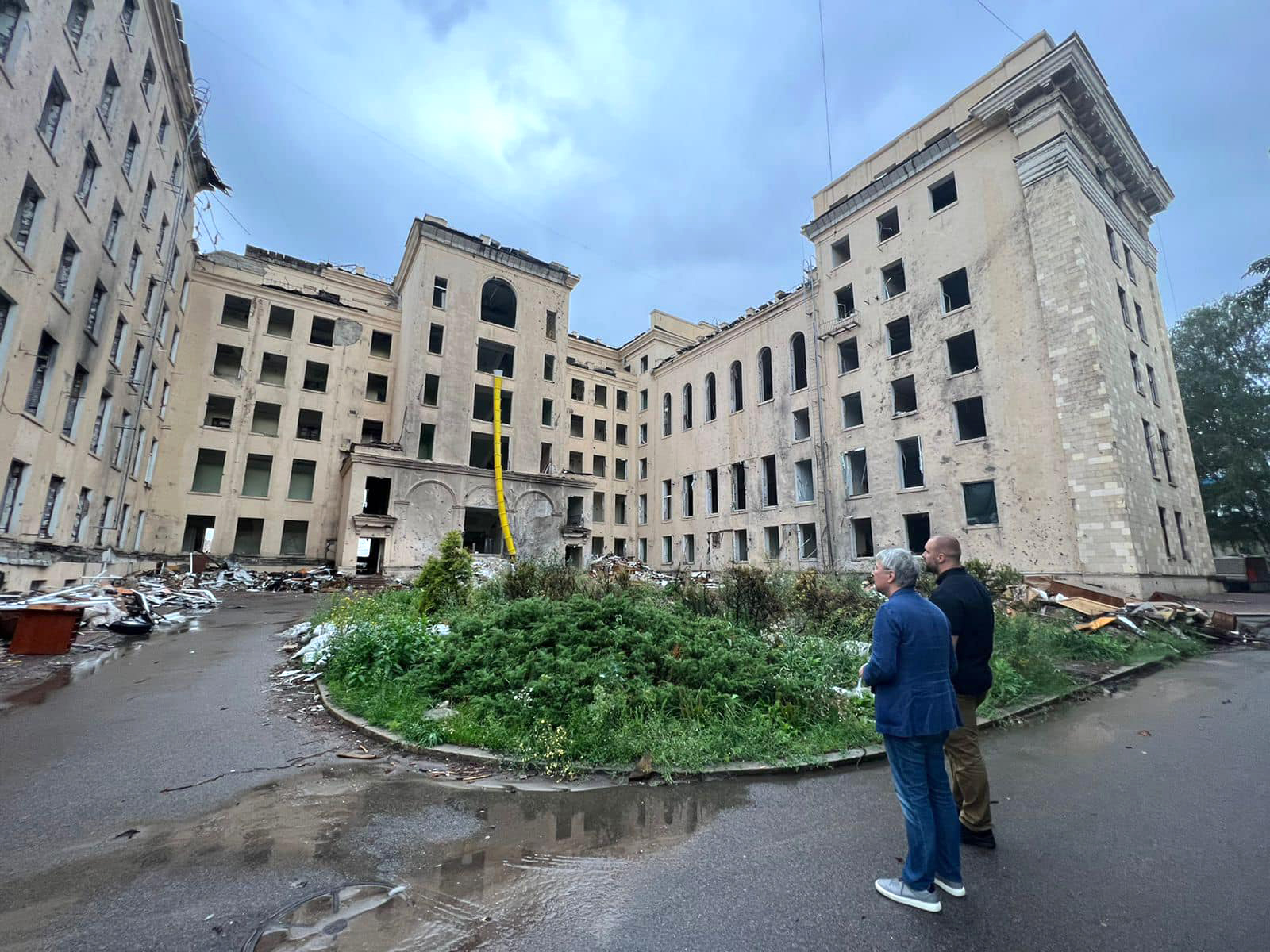
Будівля з двору